# Rod

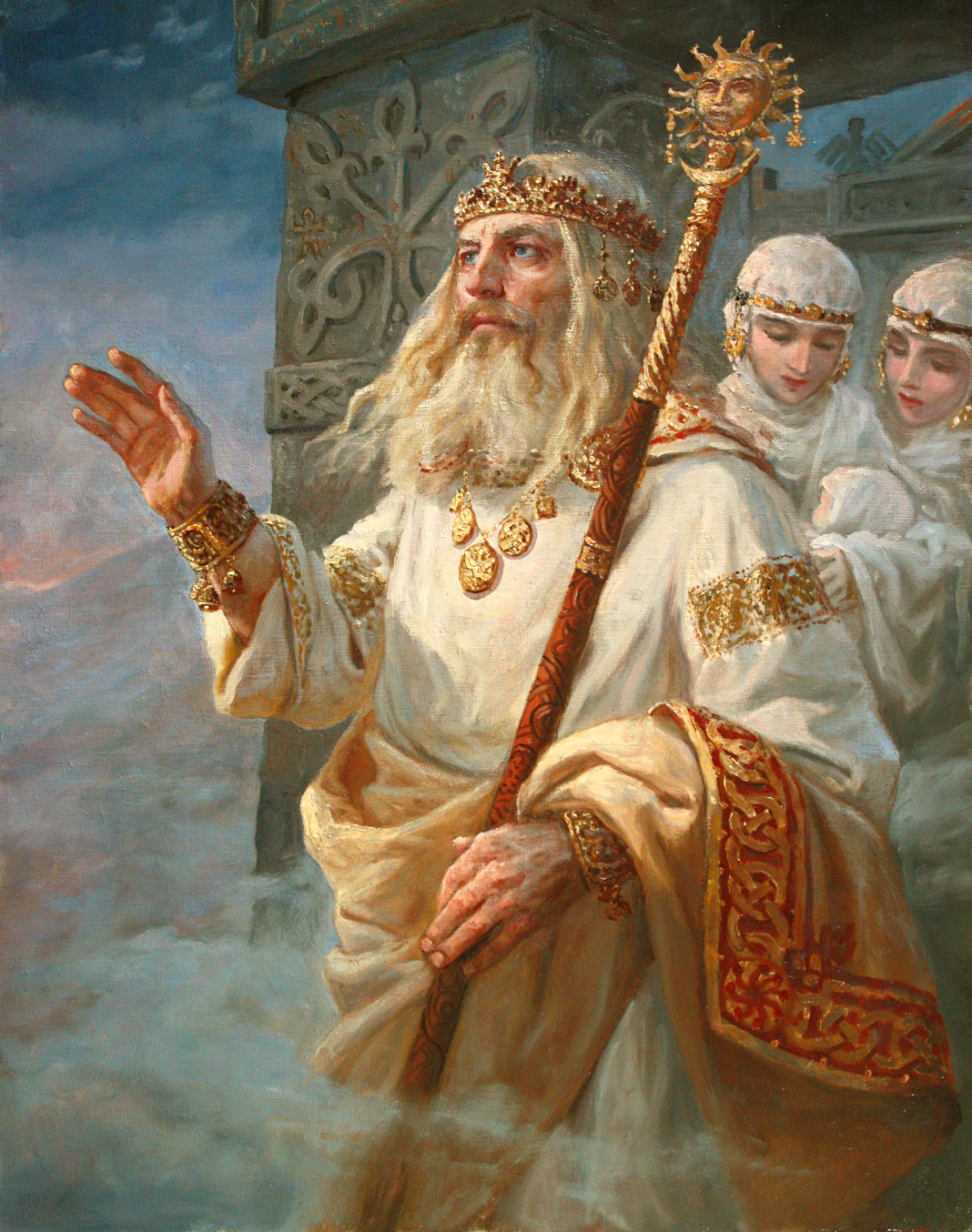
Rod & Rozhaniczyi by Andrey Shishkin

Rod var familjens, förfädernas och ödets gud inom slavisk mytologi.
Han uppträdde som regel åtföljd av rozhanitsy (älvor). Rod kallades "Domaren" bland sydslaverna. Han var möjligen ursprungligen slavernas högsta gud och skapare, men Perun tycks från 900-talet ha efterträtt honom som sådan. 